# Positions au baseball
Au baseball chaque équipe présente neuf joueurs défensifs. Les positions sont numerotées pour que les arbitres puissent enregistrer la partie. Ces numéros ne correspondent toutefois pas du tout aux numéros portés par les joueurs.

## Positions
1. Lanceur (ou pitcher)
2. Receveur (ou catcher)

Les différentes positions

3. Première base (Canada : premier but)
4. Deuxième base (Canada : deuxième but)
5. Troisième base (Canada : troisième but)
6. Arrêt-court (ou shortstop)
7. Champ gauche (Canada : voltigeur de gauche)
8. Champ centre (Canada : voltigeur de centre)
9. Champ droit (Canada : voltigeur de droite)

## Rôle de chaque joueur
1. Lanceur : le lanceur lance la balle vers la zone de strike et est le seul joueur autorisé à le faire. Les lanceurs sont sélectionnés pour la qualité des lancers, et non pour la qualité de frappe ni de défense. Le lanceur est également le joueur le plus proche du frappeur(à part le receveur), à une distance de 18, 44 mètres, soit 60 pieds 6 pouces. Les lanceurs partants ne jouent qu'un match sur 5 environ (selon la rotation de lanceurs de l'équipe), et sont souvent remplacés par un autre lanceur, donc la qualité de défense peut rapidement augmenter ou diminuer. Les lanceurs sont plus susceptibles de faire des erreurs pour ces raisons.
2. Receveur : le receveur est un joueur très important parce qu'il travaille avec les lanceurs pour choisir le type et la position des lancers. La qualité de défense est très importante et certains receveurs ont une moyenne au bâton relativement faible en comparaison avec les autres joueurs. Il a plusieurs responsabilités, notamment d'attraper la balle lancée par le lanceur, d'empêcher les coureurs de voler des bases et de défendre le marbre contre un coureur qui essaie de marquer un point.
3. Première base : les joueurs de première base sont souvent sélectionnés pour la qualité de frappe. Mark McGwire par exemple a enregistré plus de 500 circuits en carrière en tant que première base. Le joueur de première base est chargé d'attraper la balle lancée en première base par un autre joueur de champ intérieur pour enregistrer les retraits. Les premières bases peuvent aussi enregistrer des assistances en complétant des doubles jeux. Ainsi, les joueurs de première base enregistrent plus de retraits que d'assistances,.
4. Deuxième base : les joueurs de deuxième base doivent attraper la balle et la lancer en première base pour enregistrer des retraits. Le joueur lui-même enregistre une assistance. Il est aussi chargé de commencer et de compléter des doubles jeux.
5. Troisième base : Les joueurs de troisième base sont habituellement des droitiers. Ils sont chargés d'attraper la balle et la lancer en première base, et aussi d'attraper la balle frappée en l'air.
6. Arrêt-court : les arrêts-courts jouent la même position que les joueurs de deuxième base, la seule différence étant qu'ils sont plus loin de la première base, et doivent donc la lancer avec plus de force.
7. 8. et 9. Joueur de champ extérieur : les joueurs de champ extérieur sont très souvent choisis pour la qualité de frappe. Ils doivent être des coureurs rapides pour atteindre la balle frappée en l'air. Le joueur du champ centre est souvent le plus rapide, parce qu'il doit atteindre les balles frappées au champ droit et au champ gauche. Ils peuvent enregistrer des assistances aussi en lançant la balle à un joueur de champ intérieur quand un coureur est en train d'avancer vers la prochaine base. Les assistances sont relativement rares,. Celui qui lance le mieux est souvent le champ droit, parce qu'il est le plus loin de la 3e base.

## Règlement

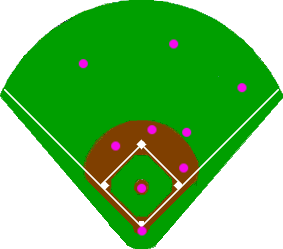
Exemple d'un shift pour un gaucher

Dans le règlement, les joueurs ont le droit de prendre n'importe quelle position sur le terrain, sauf le receveur qui doit obligatoirement être « hors jeu ». Il y a certaines situations quand un alignement habituel n'est pas désirable, par exemple quand il y a un frappeur qui frappe la balle toujours vers le même champ, comme Barry Bonds et David Ortiz, deux anciens gauchers de la MLB qui avaient tendance à frapper la balle au champ droit. Cet alignement s'appelle un shift (décalage) en anglais.